# Labracinus cyclophthalmus
Labracinus cyclophthalmus är en fiskart som först beskrevs av Müller och Troschel, 1849.  Labracinus cyclophthalmus ingår i släktet Labracinus och familjen Pseudochromidae. Inga underarter finns listade i Catalogue of Life.